# Каюга (Оклахома)
Каюга (англ. Cayuga) — переписна місцевість (CDP) в США, в окрузі Делавер штату Оклахома. Населення — 160 осіб (2020).

## Географія
Каюга розташована за координатами 36°37′31″ пн. ш. 94°39′15″ зх. д. / 36.62528° пн. ш. 94.65417° зх. д. (36.625210, -94.654104).  За даними Бюро перепису населення США в 2010 році переписна місцевість мала площу 18,35 км², уся площа — суходіл.

## Демографія
Згідно з переписом 2010 року, у переписній місцевості мешкало 140 осіб у 52 домогосподарствах у складі 37 родин. Густота населення становила 8 осіб/км².  Було 74 помешкання (4/км²).
Расовий склад населення:
| - 77,9 % — білих - 17,1 % — корінних американців |

До двох чи більше рас належало 5,0 %. Частка іспаномовних становила 1,4 % від усіх жителів.
За віковим діапазоном населення розподілялося таким чином: 25,7 % — особи молодші 18 років, 64,3 % — особи у віці 18—64 років, 10,0 % — особи у віці 65 років та старші. Медіана віку мешканця становила 43,5 року. На 100 осіб жіночої статі у переписній місцевості припадало 86,7 чоловіків;  на 100 жінок у віці від 18 років та старших — 100,0 чоловіків також старших 18 років.
Середній дохід на одне домашнє господарство  становив 42 527 доларів США (медіана — 37 875), а середній дохід на одну сім'ю — 50 181 долар (медіана — 66 250). Медіана доходів становила 47 500 доларів для чоловіків та 35 313 долари для жінок. За межею бідності перебувало 9,5 % осіб, у тому числі 35,7 % дітей у віці до 18 років та 0,0 % осіб у віці 65 років та старших.
Цивільне працевлаштоване населення становило 25 осіб. Основні галузі зайнятості: виробництво — 32,0 %, освіта, охорона здоров'я та соціальна допомога — 28,0 %, роздрібна торгівля — 20,0 %.